# Arturo Mario Zambrino
Arturo Mario Zambrino (San Chirico Raparo, 24 luglio 1922 – Orvieto, 30 luglio 2010) è stato un politico italiano.

## Biografia
Insegnante, già esponente del Movimento Sociale Italiano, dopo la svolta di Fiuggi aderisce ad Alleanza Nazionale, con cui viene eletto consigliere comunale a Orvieto e consigliere regionale dell'Umbria. 
Candidato al Senato della Repubblica alle elezioni del 1996, non risulta eletto; diventa poi senatore il 20 giugno 2000, subentrando al posto del dimissionario Maurizio Ronconi e rimanendo in carica per il resto della XIII legislatura, nel maggio 2001. Successivamente è consigliere provinciale a Terni.
È morto il 30 luglio 2010, otto giorni dopo aver compiuto 88 anni.